# 山田精一
山田 精一（やまだ せいいち、1908年6月19日 -  1991年2月13日）は、日本の官僚。公正取引委員会委員長を務めた。

## 来歴・人物
東京都出身。1931年に東京帝国大学法科を卒業し、同年に日本銀行に入行。
1959年6月から1966年6月までに理事を務め、1967年8月から1969年11月までに公正取引委員会委員長を務めた。公正取引委員会委員長在任時には、八幡製鉄と富士製鉄との合併を一部部門の分離を条件に認定した。
1978年11月に勲二等旭日重光章を受章。
1991年2月13日呼吸不全のために死去。82歳没。